# Rafael J. Salvia
Rafael J. Salvia, né le 21 janvier 1915 à Tortose et mort le 21 juin 1976 à Madrid,, est un scénariste, réalisateur et acteur de cinéma et de télévision espagnol. 

## Biographie
Rafael J. Salvia était attiré par le monde du cinéma dès son plus jeune âge. Il est diplômé en droit et en lettres. Il collabore à différents périodiques comme Unidad ou La prensa et devient également rédacteur en chef de la revue Cinema. Il était un écrivain de poésie, de récit et d'essai. Bien que sa carrière se soit développée principalement en tant que scénariste, il a également réalisé certains des films les plus populaires et les plus rentables de l'histoire du septième art en Espagne.
Il débute comme scénariste en 1950 avec le film El final de una leyenda, réalisé par Ricardo Gascón (es). Peu après, le cinéaste Ignacio F. Iquino l'engage pour écrire les scénarios de El Judas (1952). Il écrira plus de quatre-vingts films au cours des trois décennies suivantes, jusqu'à peu de temps avant sa mort. C'est de sa plume qu'est née une bonne partie des titres qui, dans les années soixante et soixante-dix, ont constitué le genre connu sous le nom de landismo (es) et ont jeté les bases de la comédie à l'espagnole de l'époque, qualifiée par certains critiques d'« españolada ».
Parmi les films qu'il a écrits, citons El día de los enamorados (es) (1959), Une famille explosive (1962), Atraco a las tres (1962), Sor Citroën (es) (1967), Los chicos del Preu (1967), Un adulterio decente (es) (1969), La tonta del bote (es) (1970), ¡Se armó el belén! (es) (1970), Don Erre que erre (es) (1970), etc.
Mais il passe aussi derrière la caméra, d'abord dans des courts-métrages, puis pour réaliser deux des titres les plus emblématiques de la comédie madrilène en costumes de l'époque : Manolo guardia urbano (es) (1956) et Las chicas de la Cruz Roja (1958). Il a également écrit et réalisé la fable rurale ¡Aquí hay petróleo! (es) (1955) et le mélodrame musical Concierto mágico (es) (1953).

## Filmographie partielle

### Réalisateur
- 1953 : Le Portique de la gloire (El pórtico de la gloria)
- 1953 : Concierto mágico (es)
- 1953 : Vuelo 971
- 1955 : Rapto en la ciudad
- 1955 : ¡Aquí hay petróleo! (es)
- 1956 : Manolo guardia urbano (es)
- 1957 : Passage au Venezuela (es) (Pasaje a Venezuela)
- 1958 : El puente de la paz
- 1958 : Las chicas de la Cruz Roja
- 1959 : Nacido para la música
- 1960 : Días de feria (es)
- 1960 : Vida sin risas (es)
- 1961 : Festival en Benidorm (es)
- 1963 : Una tal Dulcinea (es)
- 1964 : Isidro el labrador
- 1965 : La cesta (es)
- 1966 : Procès d'une étoile (Proceso a una estrella)
- 1966 : I.Q.S. (court-métrage documentaire)
- 1967 : El químico y el alquimista (court-métrage documentaire)
- 1973 : Goya (documentaire)

### Scénariste
- 1952 : Le Judas d'Esparraguera (El Judas) d'Ignacio F. Iquino
- 1962 : Torrejón City de León Klimovsky
- 1962 : Une famille explosive (La gran familia) de Fernando Palacios
- 1965 : La Planète des vampires (Terrore nello spazio) de Mario Bava